# Adele Zay
Adele Zay (* 29. Februar 1848 in Hermannstadt; † 29. Dezember 1928 in Kronstadt) war eine Pädagogin und Frauenrechtlerin.

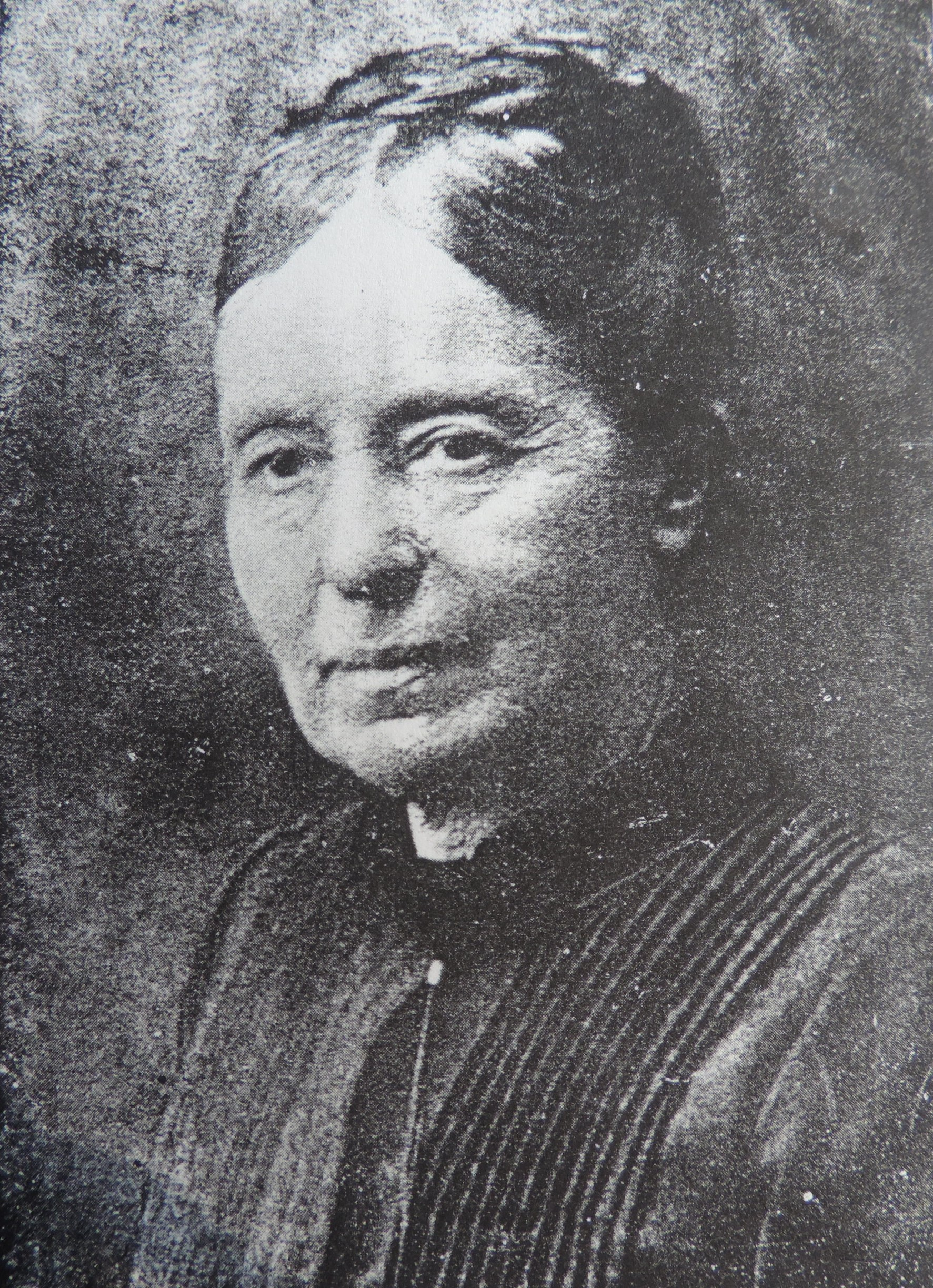
Adele Zay (1848–1928)

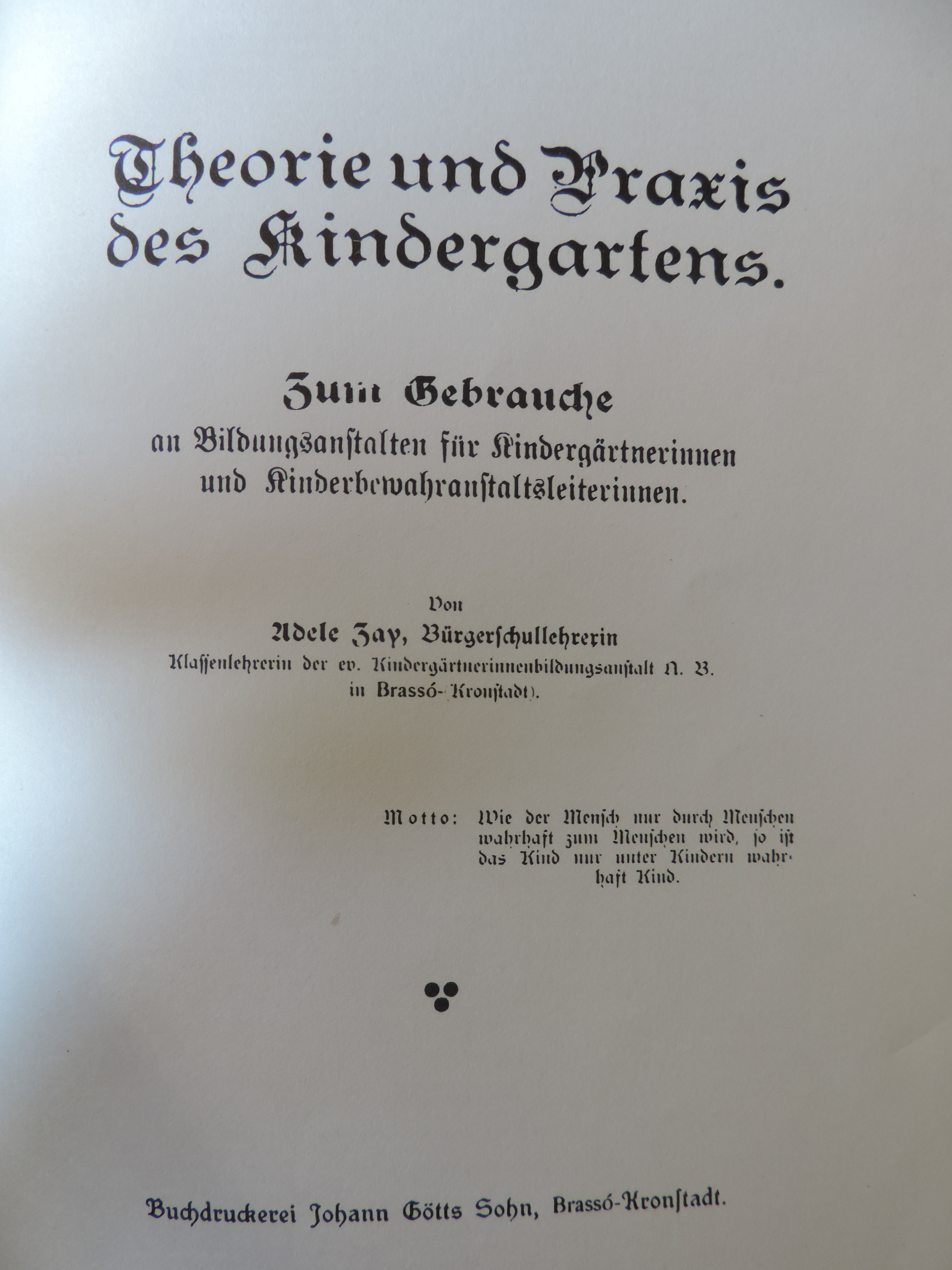
Fachbuch für die Ausbildung von Kindergärtnerinnen

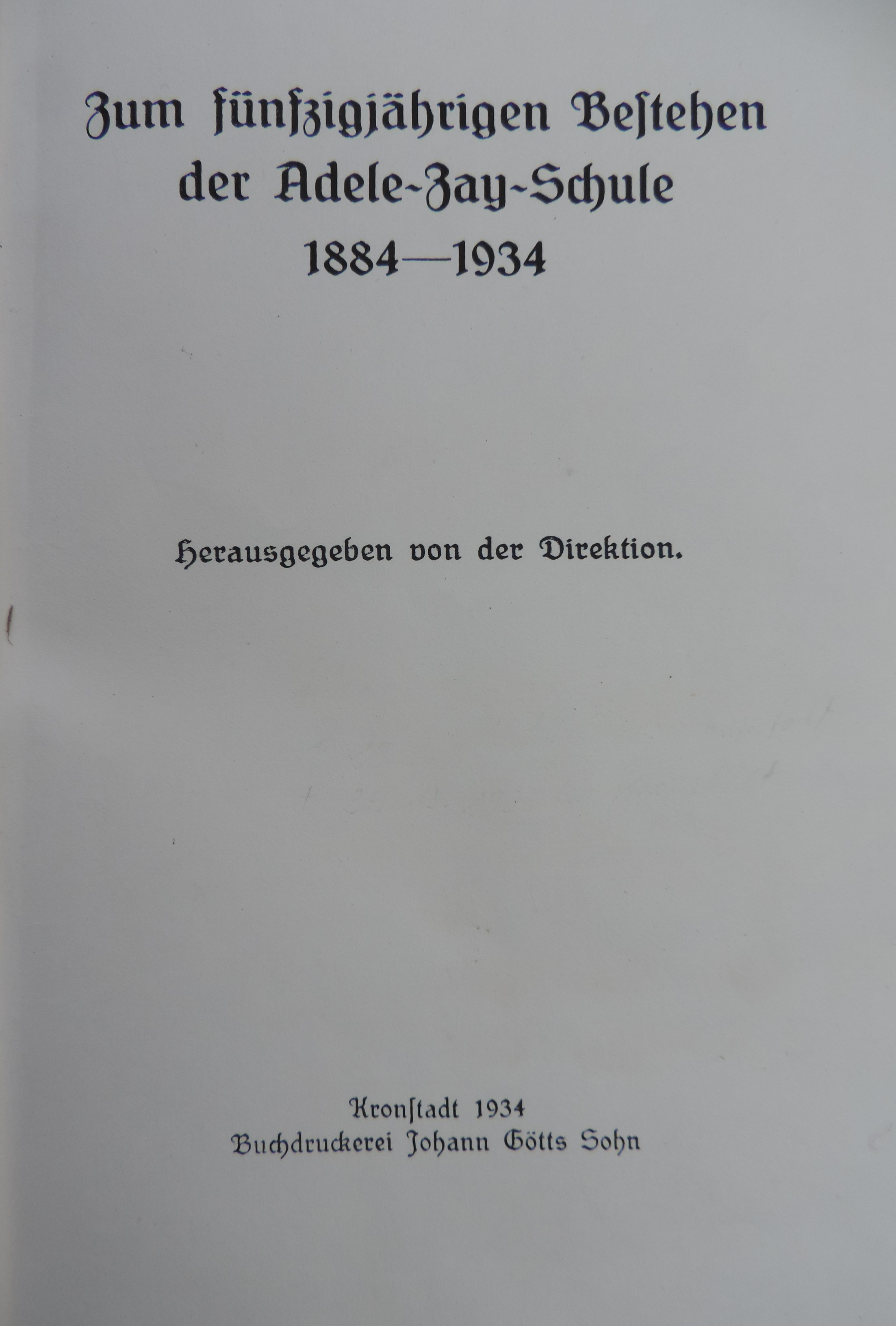
Festschrift zum 50-jährigen Jubiläum der Adele-Zay-Schule, archiviert im Ida-Seele-Archiv

## Leben und Wirken
Adele war die vierte Tochter und das vorletzte Kind ihrer Eltern. Der Vater, Daniel Adolf Zay, war k.k. Oberlandesgerichtsrat in Hermannstadt. Der frühe Tod des Vaters stürzte die Familie in materielle Not. Adele Zays starker Wille sich (autodidaktisch) aus- und weiterzubilden trugen dazu bei, dass sie bereits mit 17 Jahren eine Lehrtätigkeit ausübte:
Aber nicht nur materielle Notwendigkeit zwang sie, sich über Vorurteile und ‚Geruhsamkeit‘ der damaligen Frauenwelt zu erheben, sondern mehr noch ein heißes Bildungsstreben, dessen Ziel damals für sie die Naturwissenschaften und die westeuropäischen Sprachen waren.
Die begabte junge Frau war an verschiedenen Institutionen als Lehrerin und Erzieherin tätig, u. a. in einem Waisenhaus in Bukarest. Dort lernte sie Königin Elisabeth von Rumänien, kennen.  Danach gelang es ihr eine Ausbildung zur Lehrerin in Wien und in Szegedin zu absolvieren. In letztgenannter Stadt wurde sie 1875  Lehrerin und Mitleiterin einer privaten höheren Töchterschule, welche mit einer Lehrerinnenpräparandie verbunden war. 1884 bat das Presbyterium der Kirchengemeinde Kronstadt Adele Zay, die Leitung eines zweijährigen Lehrgangs zur Heranbildung von Kindergärtnerinnen zu übernehmen. Bis 1928 war sie an der Evangelischen Kindergärtnerinnenbildungsanstalt A. B. tätig, davon die letzten fünf Jahre als Direktorin. Sie unterrichtete die Fächer Deutsch, Pädagogik, Formenarbeiten, Magyisch vaterländische Geschichte, Geographie, Französisch sowie Praxis. Die Pädagogin richtete zu dem Ausbildungskurse (zunächst 4- bis 6-wöchige, dann 2- bis 3-monatige) für Fachkräfte, die in Bewahranstalten auf dem Lande arbeiteten ein. Ausbildungsziele dieser Kurse waren:
- die ‚hauptsächlichsten Erziehungsgrundsätze‘
- Kenntnis der der heutigen Kleinkindererziehung zugrunde liegenden Prinzipien Fröbels
- Einführung in Spiele und Lieder …
- praktische Erlernung der wichtigsten Beschäftigungen und ‚Gaben‘ des Kindergartens.[3]

Neben der Verbreitung von Sprach- und Lesebücher setzte sie sich ferner für die Etablierung von Fröbel-Kindergärten und der Fröbel-Pädagogik in Siebenbürgen ein. Ihr pädagogisches Wirken folgte Fröbelschen Erziehungsgrundsätzen; der siebenbürgisch-sächsische Kindergarten sollte, nein mußte ganz einfach  ein Fröbelkindergarten sein … Zay ‚leitende pädagogische Ideen‘ … decken sich eigenem Bekunden zufolge mit jenen ‚Erziehungsideen, die sich … Fröbel von Anfang an als besonders wertvoll erwiesen haben‘ und die ‚dem Kindergarten sein eigentümliches Gepräge‘ verleihen. Eine ‚bloße‘ Bewahranstalt wurde nach Zay erst dann eine Fröbel’sche Einrichtung, wenn sie die Spiele und Beschäftigungen des Meisters in seinem Sinne anwandte und dadurch zu einer kindgemäßen erziehenden und bildenden Stätte wurde. Für den Kindergarten verstand sich das von selbst.
Daneben war Adele Zay maßgebend im Kampf um die Durchsetzung des Wahlrechts für Frauen in der Evangelischen Kirche von Siebenbürgen beteiligt und ihrer treibenden Kraft ist es zu verdanken, dass den Frauen in Siebenbürgen für die Erfüllung ihrer auf das Volksganze gerichteten Pflichten der Weg frei gemacht wurde, indem ihnen Rechte gegeben wurde, ihr der Zusammenschluss der Frauen im deutsch-sächsischen Frauenbund, den sie durch ständige Fühlungsnahme, durch ständige Befruchtung in Wort und Schrift zu einem lebendigen Organismus auszugestalten suchte. Zudem galt ihr Einsatz (seit 1888) der Ausbildung von Lehrerinnen für Volksschulen. Ihre Initiative war erfolgreich. 1903/04 errichtete die Landeskirche Siebenbürgen das erste Lehrerinnenseminar in Schäßburg.
Mit Ende des Schuljahres 1927/28 ging Zay in den Ruhestand, blieb aber weiterhin rege tätig:
Sie hegte wohl in der Vorahnung ihres nahen Todes die Empfindung, ihr Lebenswerk, das ihr noch lange nicht vollendet erschien, mit doppelter Eile bis zum Ziele führen zu müssen … Sie schrieb Aufsätze für das heimische ‚Frauenblatt‘, polemisierte in den ‚Landwirtschaftlichen Blättern‘ über die Anstellung sächsisch-konfessioneller Gemeindefürsorgeschwestern, richtete Mahnungen voll Kraft und Mark an unser Volk und betrieb neben alledem ihren ausgebreiteten Briefwechsel mit gewesenen Schülerinnen und Gesinnungsgenossinen in allen sächsischen Gegenden.

## Nach Zays Tod
1929 wurde die KBA nach Adele Zay benannt und an ihrem Wohn- und Sterbehaus ließen ehemalige Schülerinnen  und Kolleginnen eine Gedenktafel anbringen, dessen Inschrift lautete:
„Dem Andenken
an Adele Zay
geb. 1848, gest. in diesem Haus 1928,
der Lehrerin und mütterlichen Freundin
der sächsischen Kindergärtnerinnen und
bahnbrechenden Führerin der sächsischen Frauen.
Ihre dankbaren Schülerinnen.“
Zays Aussagen zur Situation und Aufgaben der Frau wurden 1939 dahingehend benutzt, um sie als „wahre Nationalsozialistin“ auszuweisen:
Sie war es, bevor die große Bewegung in Deutschland ihren Gesichtskreis getreten war. Ob sie etwas von ihr gewußt hat, läßt sich nicht mehr feststellen. Aber in ihrem tiefsten Wesen war sie Geist von dem Geiste, der in unserem Mutterland das Deutschsein, die Schaffenskraft und die Würde des deutschen Volkes gerettet hat!
Im Jahre 1945 musste die an der KBA angebrachte Gedenktafel auf Befehl der rumänischen Administration entfernt werden. Ebenso  wurde die Schule 1949 aufgelöst.
In Drabenderhöhe trägt der Hilfsverein der Siebenbürger Sachsen sowie ein Kindergarten ihren Namen. Im Foyer des „Hauses Siebenbürgen-Drabenhöhe, Alten- und Pflegeheim“ befindet sich eine Büste von Adele Zay.

## Werke (Auswahl)
- Die Frau als Lehrerin, Kronstadt 1889
- Hilfsbüchlein zur Heranbildung von Leiterinnen für Sommerbewahranstalten, Hermannstadt 1898
- Ungarische Sprach- und Lesebücher für höhere Volks- und Bürgerschulen sowie für die unteren Klassen der Mittelschule, I. Teil, Hermannstadt 1900
- Magyarisches Sprach- und Lesebuch für Bürgerschulen. III. Teil (3. und 4. Bürgerschulklasse), Hermannstadt 1903
- Ungarische Sprach- und Lesebücher für höhere Volks- und Bürgerschulen sowie für die unteren Klassen der Mittelschule, II. Teil, Hermannstadt 1912
- Theorie und Praxis des Kindergartens. Zum Gebrauche an Bildungsanstalten für Kindergärtnerinnen und Kinderbewahranstaltsleiterinnen, Brasso-Kronstadt 1916
- Die Kindergärtnerinnen-Bildungsanstalt der evangelischen Kirche A. B. in Siebenbürgen, Hermannstadt 1926